# Félix Lévitan

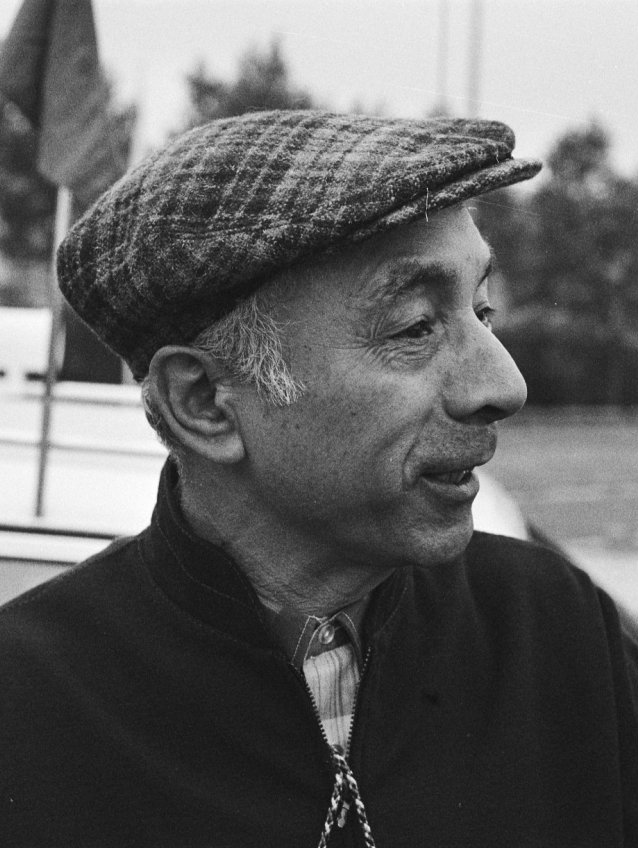
Félix Lévitan in 1978

Félix Lévitan (Parijs, 12 oktober 1911 – Cannes, 18 februari 2007) was een Franse journalist en sportbestuurder die gedurende een kwarteeuw, van 1962 tot 1987, aan het hoofd stond van de Ronde van Frankrijk.

## Loopbaan
Lévitan was vanaf 1928 sportjournalist; in 1962 werd hij directeur van de sportredactie van Le Parisien Libéré, en in 1978 lid van de raad van bestuur van het dagblad. Vanuit die functies stond hij aan het hoofd van de Société du Tour de France van 1962 tot 1987; eerst als assistent van Jacques Goddet (L'Equipe), vanaf 1973 als algemeen directeur.
Samen met Goddet, die sinds 1939 directeur was als opvolger van stichter Henri Desgrange, legde hij mede de basis om van de Ronde van Frankrijk een van de grootste sportevenementen ter wereld te maken. Hij voerde een zakelijker beleid dan zijn voorgangers en bracht veel vernieuwingen in de Tour. Onder andere introduceerde hij de buitenlandse etappeplaatsen, en liet ook de etappeplaatsen steeds meer betalen en trok grote merken als sponsors aan, die in een reclamekaravaan voor de renners uit zouden gaan rijden.
In 1987 werd hij ontslagen door de Société du Tour de France vanwege meningsverschillen over het beleid, maar ook omdat hij werd verdacht van het verduisteren van geld vanwege een financiële constructie via de Verenigde Staten; later werd hij echter ontheven van rechtsvervolging. Als hoofd van de Ronde van Frankrijk werd hij opgevolgd door Jean-Marie Leblanc.
Ook was hij oprichter en voorzitter van de Franse sportjournalistenvakbond Union Syndicale des Journalistes Sportifs de France (1957–1965), en voorzitter van de Association Internationale de la Presse Sportive (1964–1973).
Félix Lévitan overleed in 2007 op 95-jarige leeftijd in zijn woonplaats Cannes.